# Modelo Shapiro-Keyser de ciclones

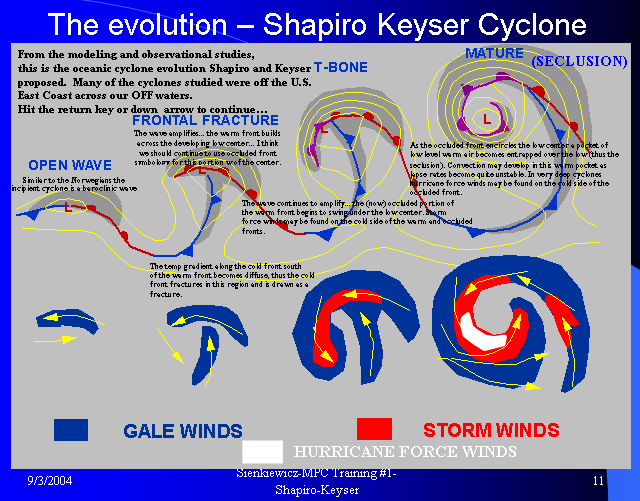
Diagrama de um ciclogênese extratropical usando o modelo Shapiro-Keyser

O modelo Shapiro-Keyser de ciclones é um modelo meteorológico de ciclogênese usado para prever o comportamento de ciclones extratropicais oceânicos. Assemelha-se com o modelo norueguês de ciclones, o primeiro modelo meteorológico usado para previsão do tempo, desenvolvido pela escola de meteorologia de Bergen em 1910. No entanto, intensos ciclones extratropicais oceânicos apresentavam alguns comportamentos diferentes, que o modelo norueguês de ciclones não suportava. Com isso, Shapiro e Keyser elaboraram um novo modelo de ciclones em 1990.
O modelo basicamente tem a mesma base do modelo norueguês, mas permite a fratura da frente fria associada ao ciclone quando o mesmo está em franca intensificação, e permite a formação de uma Seclusão quente quando o ciclone atinge uma certa maturidade.